# Cécile de Volanges
Cécile de Volanges es un personaje de la novela Las amistades peligrosas de Pierre Choderlos de Laclos.

## Historia del personaje
Hija de Madame de Volanges, creció en un convento, inocente e ignorante. Su madre pretende casarla con el conde de Gercourt. Tiene una amiga en el convento llamada Sophie Carnay.
La Marquesa de Merteuil, deseosa de vengarse de Gercourt y a su vez amiga de Madame de Volanges, planea una estratagema contra el conde: deshonorar a su prometida en secreto para darle una joven que ya no es virgen.
Gracias a la marquesa de Merteuil, Cécile conoce al joven Danceny, que le da clases de música. Ambos se enamoran de manera inocente.
Para acelerar las cosas, Merteuil se pone en contacto con el Vizconde de Valmont para que seduzca a Cécile. Esta se enamora del vizconde, que le enseña todo tipo de juegos eróticos, aunque ella muestra siempre la misma inocencia. Ella se queda embarazada y sufre un aborto espontáneo. Danceny, avergonzado, quiere vengarse de Valmont.
Cécile escoge volver al convento para hacerse religiosa. Hasta el final de la obra, su madre ignora todos los trágicos eventos (muerte de Valmont, la verdadera personalidad de la Marquesa) que empujan a su hija a tomar esta decisión.
Cécile encarna el papel de joven inocente, casi tonta, que se convierte en una experta en los juegos sexuales y después en la mujer víctima de la dependencia sexual.

## En pantalla
El personaje ha sido representado por:
- 1959, en Les Liaisons dangereuses 1960 de Roger Vadim, par Jeanne Valérie;
- 1980, en Las relaciones peligrosas de Claude Barma, por Pascale Bardet;
- 1980, en Nebezpecné známosti de Miloslav Luther, por Jana Nagyová;
- 1988, en Las amistades peligrosas de Stephen Frears, por Uma Thurman;
- 1989, en Valmont de Miloš Forman, por Fairuza Balk;
- 1994, en Las amistades peligrosas (telefilm) de Gary Halvorson, por Mary Mills;
- 1999, en Crueles intenciones de Roger Kumble, por Selma Blair;
- 2003, en Las relaciones peligrosas de Josée Dayan, por Leelee Sobieski.